# Джулі Дрісколл
Джулі Дрісколл (англ. Julie Driscoll, нар. 8 червня 1947, Лондон), у шлюбі Тіппетт — англійська співачка, авторка-виконавиця, джазвумен та акторка.

## Біографія
Народилася в родині музиканта і з юного віку співала в батьківському гурті. У 1963 році випустила сингл, а в 1964 потрапила до менеджера Джорджіо Гомельські, який був вражений її талантом і пообіцяв знайти їй щось відповідне. В очікуванні цього шансу він влаштував її працювати секретаркою фан-клубу The Yardbirds. У 1965 році Гомельські домігся від фірми Parlophone контракту для Дрісколл, і за два роки вона випустила три платівки, на останній з яких їй акомпанував гурт Браяна Оджера Trinity.
Влітку 1965 року менеджер Дрісколл, Trinity і Джона Болдрі вирішив створити зі своїх підопічних «супергурт». З додаванням вокаліста Рода Стюарта і гітариста Віка Бріггса сформувалася ритм-енд-блюзова команда Steampacket. Попри свою неординарність, Steampacket не могли випускати дисків, оскільки деякі учасники колективу мали зобов'язання за іншими контрактами, і гурт розпався, не проіснувавши і року.
Натомість у вересні 1966 року народилася нова версія Trinity, в яку увійшла Дрісколл. Тепер вони носили назву Julie Driscoll, Brian Auger & The Trinity. У 1967 Trinity випустили на лейблі Гомельські Marmalade свій дебютний альбом Open, навмисно записаний «вживу» в студії. Попри захоплюючі імпровізації Оджера і Дрісколл, альбом пройшов непоміченим. Однак сингл This Wheel's On Fire — кавер-версія невідомої тоді широкому загалу пісні Ділана, який вийшов на початку літа 1968 року, справив вибуховий ефект і піднявся до 5 місця в чартах. Він змусив публіку звернути увагу на Open, який з великим запізненням також увійшов у хіт-паради. Джулі Дрісколл зі своїм екстравагантним іміджем і радикальними поглядами стала предметом підвищеного інтересу з боку преси, а також отримала кілька пропозицій знятися в кіно. З них вона прийняла тільки одну — роль у телесеріалі The Season Of The Witch. У жовтні з'явився наступний сингл — повільна, містична Road To Cairo, яка не увійшла в чарти, що не завадило читачам Melody Maker, підбиваючи підсумки року, присудити Джулі Дрісколл перше місце серед співачок і назвати Оджера серед п'яти найкращих інструменталістів.
В кінці листопада Trinity вирушили в Америку, де взяли участь в зйомках телесеріалу гурту Monkees. Дрісколл заспівала разом з гуртом I'm A Believer.
Повернувшись до Європи, музиканти продовжували грати по клубах і коледжах, одночасно записуючи наступний альбом. У березні 1969 року вони отримали можливість поїхати в повноцінний американський тур і виступити в ряді легендарних залів; більшу частину гастролей вони виступали на розігріві у Led Zeppelin. Однак в травні вони повернулися додому вже без Дрісколл. Про її відхід офіційно було оголошено тільки в серпні, щоб дати гурту шанс випустити диск Streetnoise, визнаний в США як перший альбом в стилі «джаз-ф'южн».
Після розставання з Дрісколл гурт так і не оговтався до кінця. Дрісколл тим часом випустила сольний альбом 1969 за участю членів Blossom Toes і Кейта Тіппета, з яким згодом одружилася і зробила його своїм основним співавтором.

## Вибрана дискографія
- Brian Auger & The Trinity Open — 1967
- Brian Auger & The Trinity Streetnoise — 1969
- Brian Auger & The Trinity Jools & Brian — 1969
- 1969 — 1971
- Sunset Glow — 1974

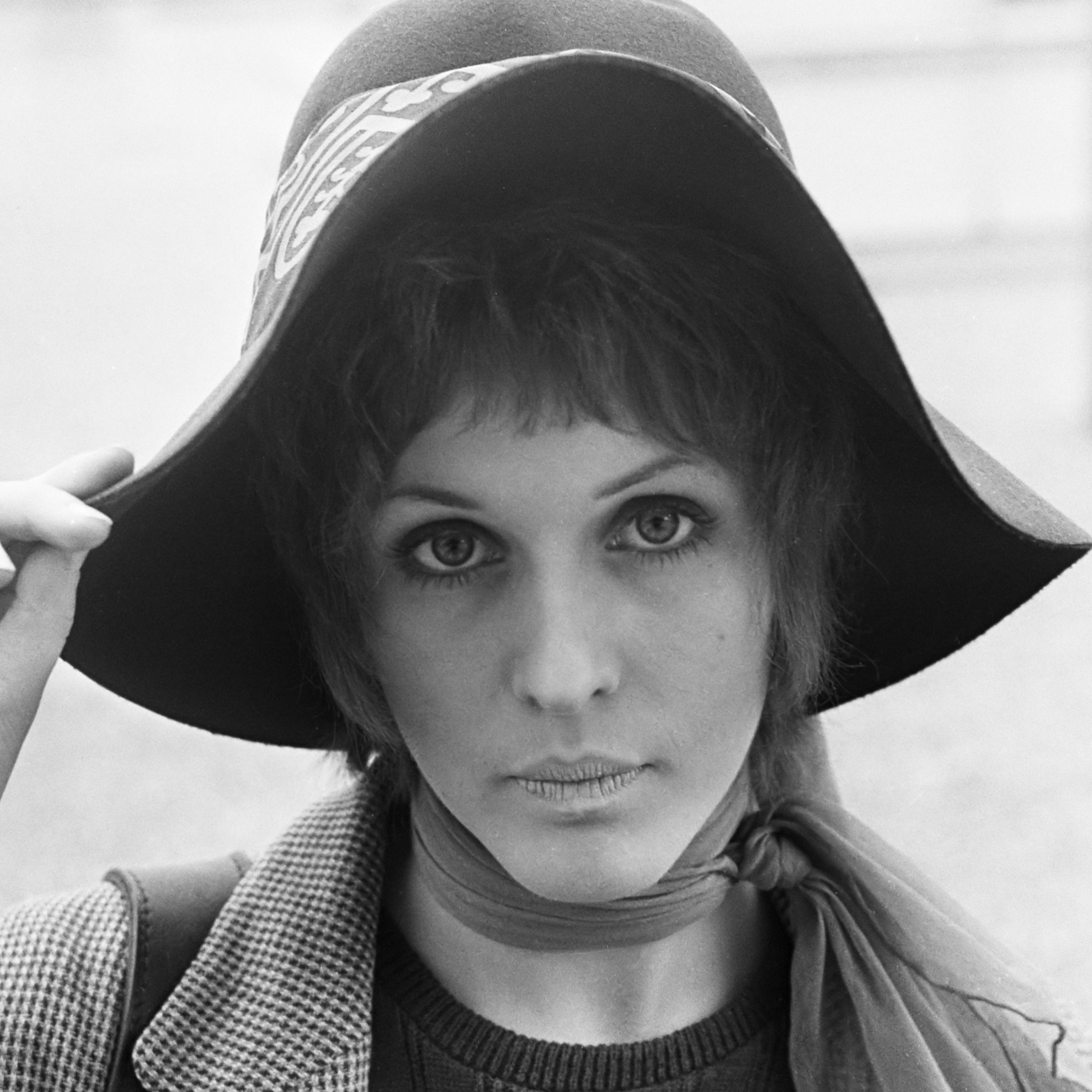
Джулі Дрісколл у 1968 році.

- Keith Tippett / Julie Tippett / Trevor Watts / Colin McKenzie Warm Spirits — Cool Spirits — 1977
- Brian Auger & Julie Tippetts Encore (mit Brian Auger) — 1978
- Keith & Julie Tippetts Couple In Spirit — 1987
- Tippett / Nicols / Tippett Mr. Invisible and The Drunken Sheilas — 1988
- Keith & Julie Tippetts Couple in Spirit II — 1996
- Shadow Puppeteer — 1999
- Martin Archer / Geraldine Monk / Julie Tippetts — Fluvium — 2002
- Julie Tippetts & Martin Archer Ghosts of Gold — 2009
- Julie Tippetts & Martin Archer Vestigium — 2013

Компіляції
- Best of Julie Driscoll — 1982
- With Brian Auger & The Trinity — 1991
- Season of the Witch — 1999
- If Your Memory Serves You Well — 2001
- London 1964—1967 — 2004
- A Kind of Love in 1967—1971 — 2004
- Julie Driscoll — 2004